# Ur-Nungal
Ur-Nungal va ser rei de la primera dinastia d'Uruk, el sisè de la llista de reis sumeris per aquesta dinastia, a la meitat del tercer mil·lenni aC.
Va ser el fill i successor de Guilgameix. La llista li assigna un regnat de 30 anys. El va succeir el seu fill Udul-kalama.